# Talasa (satélite)
Talasa (del griego: 	Θάλασσα), también conocido como Neptuno IV, es un satélite natural de Neptuno y el segundo satélite interior más cercano a este último. Fue nombrado en honor a Talasa, hija de Éter y Hemera en la mitología griega. Antes de su nombramiento el 16 de septiembre de 1991, fue designado provisionalmente como S/1989 N 5.

## Descubrimiento
Talasa fue descubierto en algún momento a principios de septiembre de 1989 a partir de las imágenes tomadas por la sonda espacial Voyager 2. El descubrimiento de Talasa fue anunciado el 29 de septiembre de 1989 y menciona "25 fotogramas tomados durante 11 días", lo que implica una fecha de descubrimiento anterior al 18 de septiembre.

## Características físicas
Talasa tiene una forma irregular. Es probable que se trate de un conjunto de escombros reacumulados a partir de fragmentos de los satélites originales de Neptuno, que fueron destrozados por perturbaciones de Tritón poco después de la captura de este en una órbita inicial muy excéntrica. Inusualmente en cuerpos irregulares, parece tener una forma aproximada de disco.

## Órbita
Dado que la órbita de Talasa se encuentra por debajo del radio de la órbita sincrónica de Neptuno, está girando lentamente en espiral hacia Neptuno debido a la desaceleración de mareas y eventualmente puede impactar la atmósfera de Neptuno o dividirse en un anillo planetario al pasar el límite de Roche debido a la fuerza de marea. Relativamente poco después, los escombros generados pueden incidir en la órbita de Despina.

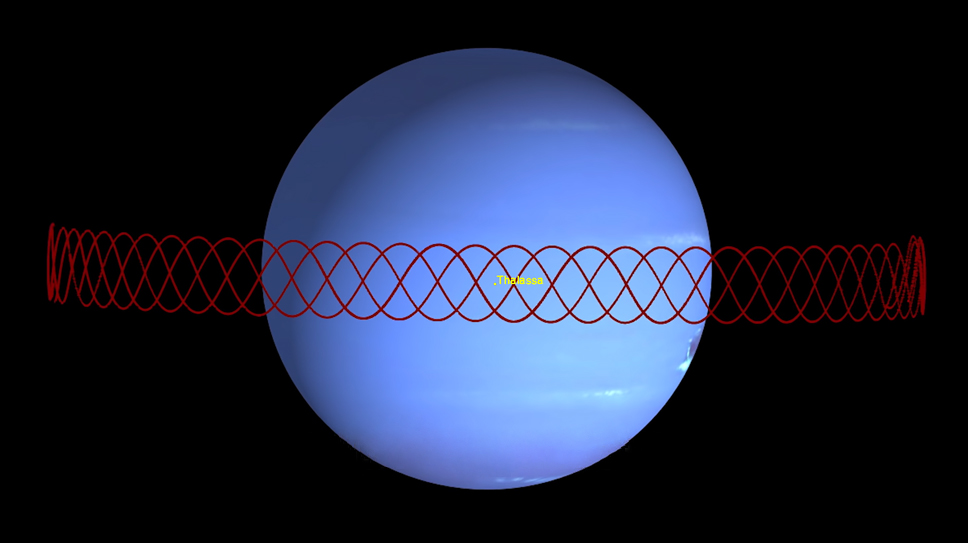
En rojo, la órbita de Náyade. En el centro de la imagen, Talasa.

Talasa se encuentra actualmente en una resonancia orbital de 69:73 con el satélite más interno, Náyade, en una "danza de evasión". A medida que orbita Neptuno, Náyade, más inclinado, pasa sucesivamente por Talasa dos veces por arriba y luego dos veces por abajo, en un ciclo que se repite cada 21.5 días terrestres aproximadamente. Estos dos satélites están a unos 3 540 kilómetros de distancia uno del otro cuando se cruzan. Aunque sus radios orbitales difieren sólo en 1 850 kilómetros, Náyade oscila alrededor de 2 800 kilómetros por encima o por debajo del plano orbital de Talasa en su máxima aproximación. Por tanto, esta resonancia, como muchas de estas correlaciones orbitales, sirve para estabilizar las órbitas maximizando la separación en la conjunción. Sin embargo, el papel de la inclinación orbital en mantener esta evitación en un caso donde las excentricidades orbitales son mínimas es inusual.